# Tabernáculo Bíblico Bautista
El Tabernáculo Bíblico Bautista  es una asociación 
que tiene su sede en San Salvador, El Salvador. El dirigente es Toby Jr..
Actualmente pertenece a Alianza Mundial Bautista.

## Historia
Fue fundada en 1977 por Edgar López Bertrand con su familia y 13 personas un aproximado de 20 personas enSan Salvador, El Salvador.
En 2017, la iglesia tiene 372 iglesias afiliadas en El Salvador.
En diciembre de 2017, Toby Jr. se convierte en pastor principal, después de la muerte de su padre.
Según un censo de la asociación, en 2023 dijo que tenía 517 iglesias y 40,000 miembros repartidos por todo el país.